# Maipure
El maipure (maypure, mejepure), era una llengua arawak que es parlava al llarg dels rius Ventuari, Sipapo i Autana de l'Amazones i, com a llengua franca, a la regió de l'Orinoco Superior. Es va extingir cap a finals del segle xviii. Zamponi va proporcionar un esbós gramatical de la llengua i va proporcionar una llista de paraules classificades, basada en tot el material existent del segle xviii (principalment del missioner italià Filippo S. Gilij). Històricament, és important perquè va constituir la pedra angular del reconeixement de la família lingüística maipúrea (arawak).
Kaufman (1994) dona als seus parents més propers com el yavitero i altres llengües de la branca Orinoco de les llengües arawak de l'Alt Amazones. Aikhenvald el situa a la branca Nawiki occidental.